# Ora zero: operazione oro
Ora zero: operazione oro (When Eight Bells Toll) è un film del 1971 diretto da Étienne Périer, adattamento cinematografico dell'omonimo romanzo del 1965 dell'autore scozzese Alistair MacLean.

## Trama
Un certo numero di navi che trasportavano lingotti d'oro vengono dirottate da qualche parte al largo della Scozia e l'intelligence britannica non ne ha tracce. Philip Calvert, un subacqueo con un'estrema resistenza allo stress, e l'ufficiale dell'intelligence Hunslett escogitano un piano per rintracciare le navi con l'aiuto di uomini nascosti a bordo. Calvert sale a bordo e scopre che gli uomini sono stati uccisi poco dopo aver riferito dove si trovano, la città costiera di Torbay. È costretto a fuggire e la nave scompare con l'oro. Calvert e Hunslett sono invitati a casa dell'aristocratico Sir Anthony Skouras, ma scoprono che qualcosa non va: Sir Arthur e la sua nuova moglie litigano apertamente. Calvert vuole restare, ma il loro superiore, Sir Arthur, ordina loro di tornare a casa. Invece di seguire l'elicottero fino a casa, Calvert lo usa per condurre una ricerca nell'area. Tuttavia, non porta a nulla, ma allo stesso tempo Hunslett viene ucciso.
Su iniziativa di Calvert, Sir Arthur ha scoperto altri fatti sugli incidenti e si reca di persona. Si rende conto che Calvert aveva ragione. Fanno pressione su un agente di polizia, i cui figli sono stati uccisi in un incidente, e scoprono che i figli, in realtà, sono stati rapiti. Ben presto, però, la moglie di Sir Arthur, Charlotte, si presenta perché è stata picchiata e Cavert sospetta di suo marito. Calvert non si fida di Charlotte, ma riesce a capire dove sono state portate le navi: in una zona del mare a una profondità ragionevole, dove le navi sono state affondate e saccheggiate. Porta Charlotte e Sir Arthur da una banda di pescatori di squali come rinforzi contro le truppe di Sir Anthony. Calvert si fa strada nella tenuta dove ha concluso che i fiorini sono stati probabilmente presi e viene aiutato dalla figlia della casa, che gli dice anche che la moglie morta di Sir Anthony è in realtà viva ed è tenuta prigioniera in cantina con molti altri, il che significa che Charlotte non è chi ha affermato di essere. A mezzogiorno, i pescatori di squali arrivano come concordato e ne consegue uno scontro a fuoco.